# 陈竞波
陈竞波（1916年—2004年10月18日）山东藤县人。中国共产党及中华人民共和国官员。

## 生平
陈竞波早年参加中国共产党领导的革命，历任干事、副连长、教导员、团政治主任，豫皖苏军区分区政治部副主任。
中华人民共和国成立后，历任中国人民解放军第二野战军第十八军敌工部部长，中共西藏工委统战部部长，西藏自治区筹备委员会副秘书长、西藏自治区人民委员会秘书长，中共西藏自治区区委常委，西藏自治区第三届人大常委会副主任等职务。其间，1958年整风反右运动中，白云峰、陈竞波、夏仲远被打成“范明反党集团”的“三关口” ，陈竞波、夏仲远被认为犯了右倾机会主义错误，分别给予党内和行政处分。1980年5月，中共中央组织部为范明问题作出复查结论，为范明平反。根据中央复查精神，中共西藏自治区区委对陈竞波、夏仲远的处理进行了复查，认为对他们二人的批判和处理是错误的，给予二人平反。
2004年10月18日，陈竞波在郑州病逝。10月24日，其追悼会在郑州举行。